# NGC 1583
NGC 1583 is een lensvormig sterrenstelsel in het sterrenbeeld Eridanus. Het hemelobject werd in 1886 ontdekt door de Amerikaanse astronoom Francis Preserved Leavenworth.

## Synoniemen
- PGC 15193
- ESO 551-8
- MCG -3-12-10
- NPM1G -17.0162
- PGC 15191